# Беляково (Татарстан)
Беляково (тат. Билек) — деревня в Лаишевском районе республики Татарстан. Входит в состав Никольского сельского поселения.

## География
Деревня находится в 37 километрах к югу от железнодорожной станции Казань, расположена на реке Мёша.
Беляково находится в часовой зоне МСК (московское время). Смещение применяемого времени относительно UTC составляет +3:00.

## История
Известно со времён Казанского ханства.
До 1920 года деревня входила в состав Астраханской волости Лаишевского уезда Казанской губернии. С 1920 года находилась в составе Лаишевского кантона Татарской АССР, с 14 февраля 1927 года — в Лаишевском, с 1 февраля 1963 года — в Пестречинском, с 12 января 1965 года — вновь в Лаишевском районе.

## Население
По состоянию на 2002 год в деревне проживало 10 человек.
| 2002 |
| ---- |
| 10   |